# Gibbula
Genre
Gibbula, les gibbules (du latin gibba « bosse » et suffixe -ula, diminutif, en référence aux tours gibbeux de la coquille ; son nom anglais topshell rappelle par sa forme et ses couleurs les toupies à fouet, jouets d'enfants du XIXe siècle), forment un genre de gastéropodes marins appartenant à la famille des trochidés. Ces Troques sont parfois confondus avec les bigorneaux, d'où leur surnom de faux bigorneau. Les Trochidae forment une vaste famille, avec plus de 70 espèces signalées sur les côtes européennes, dont 27 appartenant aux gibbules, certaines espèces figurant parmi les invertébrés les plus abondants des estrans européens.
Les différentes espèces de ces coquillages en forme de cône se distinguent par leur taille, leur ombilic fermé ou non et leur ornementation en damier (avec parfois des bandes ou des taches rouges issues des pigments des algues rouges qu'elles incorporent à leur coquille après les broutées). 
La coquille des spécimens âgés peut être couverte de vers à tubes calcaires (tels que les Spirorbes), de balanes et quelques espèces d'algues qui constituent une épibiose.

## Liste des espèces
Selon World Register of Marine Species (7 mars 2012) :
- Gibbula adansonii (Payraudeau, 1826)
- Gibbula adriatica (Philippi, 1844)
- Gibbula albida (Gmelin, 1791)
- Gibbula ardens (Von Salis, 1793)
- Gibbula beckeri G.B. Sowerby III, 1901
- Gibbula candei (d'Orbigny, 1844)
- Gibbula capensis (Gmelin, 1791)
- Gibbula cicer (Menke, 1844)
- Gibbula cineraria (Linnaeus, 1758)
- Gibbula clandestina Rolán & Templado, 2001
- Gibbula corallioides Locard, 1898
- Gibbula delgadensis Nordsieck, 1982
- Gibbula deversa Milaschewitsch, 1916
- Gibbula divaricata (Linnaeus, 1758)
- Gibbula drepanensis (Brugnone, 1873)
- Gibbula eikoae Poppe, Tagaro & Dekker, 2006
- Gibbula fanulum (Gmelin, 1791)
- Gibbula gorgonarum P. Fisher, 1883
- Gibbula guishanensis Wen-Der Chen & I-Feng Fu, 2008
- Gibbula guttadauri (Philippi, 1836)
- Gibbula houarti Poppe, Tagaro & Dekker, 2006
- Gibbula joubini Dautzenberg, 1910
- Gibbula leucophaea (Philippi, 1836)
- Gibbula magus (Linnaeus, 1758)
- Gibbula massieri Rolán & Zettler, 2010
- Gibbula multicolor (Krauss, 1848)
- Gibbula nivosa A. Adams, 1851
- Gibbula pennanti (Philippi, 1846)
- Gibbula philberti (Récluz, 1843)
- Gibbula racketti (Payraudeau, 1826)
- Gibbula rarilineata (Michaud, 1829)
- Gibbula sementis Rolán & Templado, 2001
- Gibbula senegalensis Menke, 1853
- Gibbula spratti (Forbes, 1844)
- Gibbula spurca (Gould, 1856)
- Gibbula taiwanensis Chen, 2006
- Gibbula tantilla Monterosato, 1890
- Gibbula tingitana Pallary, 1901
- Gibbula tumida (Montagu, 1803)
- Gibbula turbinoides (Deshayes, 1835)
- Gibbula umbilicalis (da Costa, 1778)
- Gibbula umbilicaris (Linnaeus, 1758)
- Gibbula vanwalleghemi Poppe, Tagaro & Dekker, 2006
- Gibbula varia (Linnaeus, 1758)
- Gibbula verdensis Rolán & Templado, 2001
- Gibbula vimontiae Monterosato, 1884
- Gibbula zonata (Woods, 1828)

Les eaux européennes comptent une trentaine d'espèces valides.

## Utilisations
La chair de ces « escargots de mer » peut être utilisé comme appât pour la pêche.
Elle peut aussi être consommée par les hommes malgré sa médiocre qualité gustative et son odeur désagréable à la cuisson, d'où son surnom de « bigorneau de chien » ou Koc'h ki en breton (« crotte de chien »).